# Royal Enfield Meteor
La Royal Enfield Meteor è una motocicletta di media cilindrata (349 cm³) prodotta dalla casa motociclistica Royal Enfield dal 2020.

## Descrizione
La moto monta un monocilindrico da 349 cm³ a quattro tempi a corsa lunga, dotato di sistema di raffreddamento misto ad aria/olio. La distribuzione è a singolo albero a camme in testa (SOHC) a 2 valvole, che viene gestito da un cambio a 5 rapporti ad innesti frontali.
Il singolo freno a disco flottante all'anteriore ha un diametro di 300 mm e è azionato da pinze a 2 pistoncini. Sul posteriore è presente un freno a disco con un diametro di 270 mm e una pinza mono pistoncino. Gli pneumatici misurano 100/90 da 19 pollici all'anteriore e 140/70 da 17 pollici al posteriore.

## Caratteristiche tecniche
| Caratteristiche tecniche - Royal Enfield Meteor | Caratteristiche tecniche - Royal Enfield Meteor | Caratteristiche tecniche - Royal Enfield Meteor | Caratteristiche tecniche - Royal Enfield Meteor | Caratteristiche tecniche - Royal Enfield Meteor | Caratteristiche tecniche - Royal Enfield Meteor |
| Dimensioni e pesi                               | Dimensioni e pesi | Dimensioni e pesi | Dimensioni e pesi | Dimensioni e pesi | Dimensioni e pesi |
| ----------------------------------------------- | --- | --- | --- | --- | --- |
| Ingombri (lungh.×largh.×alt.)                   | Motodays 2024 43.jpg × ? × ? mm | Motodays 2024 43.jpg × ? × ? mm | Motodays 2024 43.jpg × ? × ? mm | Motodays 2024 43.jpg × ? × ? mm | Motodays 2024 43.jpg × ? × ? mm |
| Interasse:                                      | Interasse: | Massa a vuoto: | Massa a vuoto: | Serbatoio: 15 litri | Serbatoio: 15 litri |
| Meccanica                                       | | | | | |
| Tipo motore: mono cilindro quattro tempi        | Tipo motore: mono cilindro quattro tempi | Tipo motore: mono cilindro quattro tempi | Tipo motore: mono cilindro quattro tempi | Raffreddamento: Ad aria/olio | Raffreddamento: Ad aria/olio |
| Cilindrata                                      | 349 cm³ | 349 cm³ | 349 cm³ | 349 cm³ | 349 cm³ |
| Distribuzione: SOHC due valvole per cilindro    | Distribuzione: SOHC due valvole per cilindro | Distribuzione: SOHC due valvole per cilindro | Alimentazione: Iniezione elettronica | Alimentazione: Iniezione elettronica | Alimentazione: Iniezione elettronica |
| Potenza: 20 CV a 6100 giri/min                  | Potenza: 20 CV a 6100 giri/min | Coppia: 27 N·m a 4000 giri/min | Coppia: 27 N·m a 4000 giri/min | Rapporto di compressione: 9,5:1 | Rapporto di compressione: 9,5:1 |
| Frizione: Multidisco in bagno d'olio            | Frizione: Multidisco in bagno d'olio | Frizione: Multidisco in bagno d'olio | Cambio: 5 marce | Cambio: 5 marce | Cambio: 5 marce |
| Accensione                                      | Elettronica digitale | Elettronica digitale | Elettronica digitale | Elettronica digitale | Elettronica digitale |
| Trasmissione                                    | Primaria a ingranaggi a denti dritti; secondaria a catena | Primaria a ingranaggi a denti dritti; secondaria a catena | Primaria a ingranaggi a denti dritti; secondaria a catena | Primaria a ingranaggi a denti dritti; secondaria a catena | Primaria a ingranaggi a denti dritti; secondaria a catena |
| Avviamento                                      | Elettrico | Elettrico | Elettrico | Elettrico | Elettrico |
| Ciclistica                                      | | | | | |
| Sospensioni                                     | Anteriore: Forcella idraulica classica / Posteriore: Forcellone oscillante con doppio ammortizzatore regolabile su sei posizioni                                           | Anteriore: Forcella idraulica classica / Posteriore: Forcellone oscillante con doppio ammortizzatore regolabile su sei posizioni                                           | Anteriore: Forcella idraulica classica / Posteriore: Forcellone oscillante con doppio ammortizzatore regolabile su sei posizioni                                           | Anteriore: Forcella idraulica classica / Posteriore: Forcellone oscillante con doppio ammortizzatore regolabile su sei posizioni                                           | Anteriore: Forcella idraulica classica / Posteriore: Forcellone oscillante con doppio ammortizzatore regolabile su sei posizioni                                           |
| Freni                                           | Anteriore: mono disco flottante da 300 mm e pinze radiali a 2 pistoncini di derivazione Brembo / Posteriore: Disco da 270 mm e pinza ad 1 pistoncino di derivazione Brembo | Anteriore: mono disco flottante da 300 mm e pinze radiali a 2 pistoncini di derivazione Brembo / Posteriore: Disco da 270 mm e pinza ad 1 pistoncino di derivazione Brembo | Anteriore: mono disco flottante da 300 mm e pinze radiali a 2 pistoncini di derivazione Brembo / Posteriore: Disco da 270 mm e pinza ad 1 pistoncino di derivazione Brembo | Anteriore: mono disco flottante da 300 mm e pinze radiali a 2 pistoncini di derivazione Brembo / Posteriore: Disco da 270 mm e pinza ad 1 pistoncino di derivazione Brembo | Anteriore: mono disco flottante da 300 mm e pinze radiali a 2 pistoncini di derivazione Brembo / Posteriore: Disco da 270 mm e pinza ad 1 pistoncino di derivazione Brembo |
| Prestazioni dichiarate                          | | | | | |
| Velocità massima                                | 120 km/h | 120 km/h | 120 km/h | 120 km/h | 120 km/h |
| Fonte dei dati:                                 | | | | | |